# フレデリック・クレーバー
フレデリック・J・クレーバー（出生名はフリードリヒ、1863年10月1日-1954年10月4日）はミネソタ大学で古・中英語学の教授を勤めたドイツの文献学者。Beowulf and the Fight at Finnsburg（『「ベーオウルフ」と「フィンネスブルグの戦い」』）と題して出版された『ベーオウルフ』のクレーバーの版はこの叙事詩の研究における権威と見なされている。この本は1922年の初版から版を重ね、現在では第四版になっている。

## 来歴

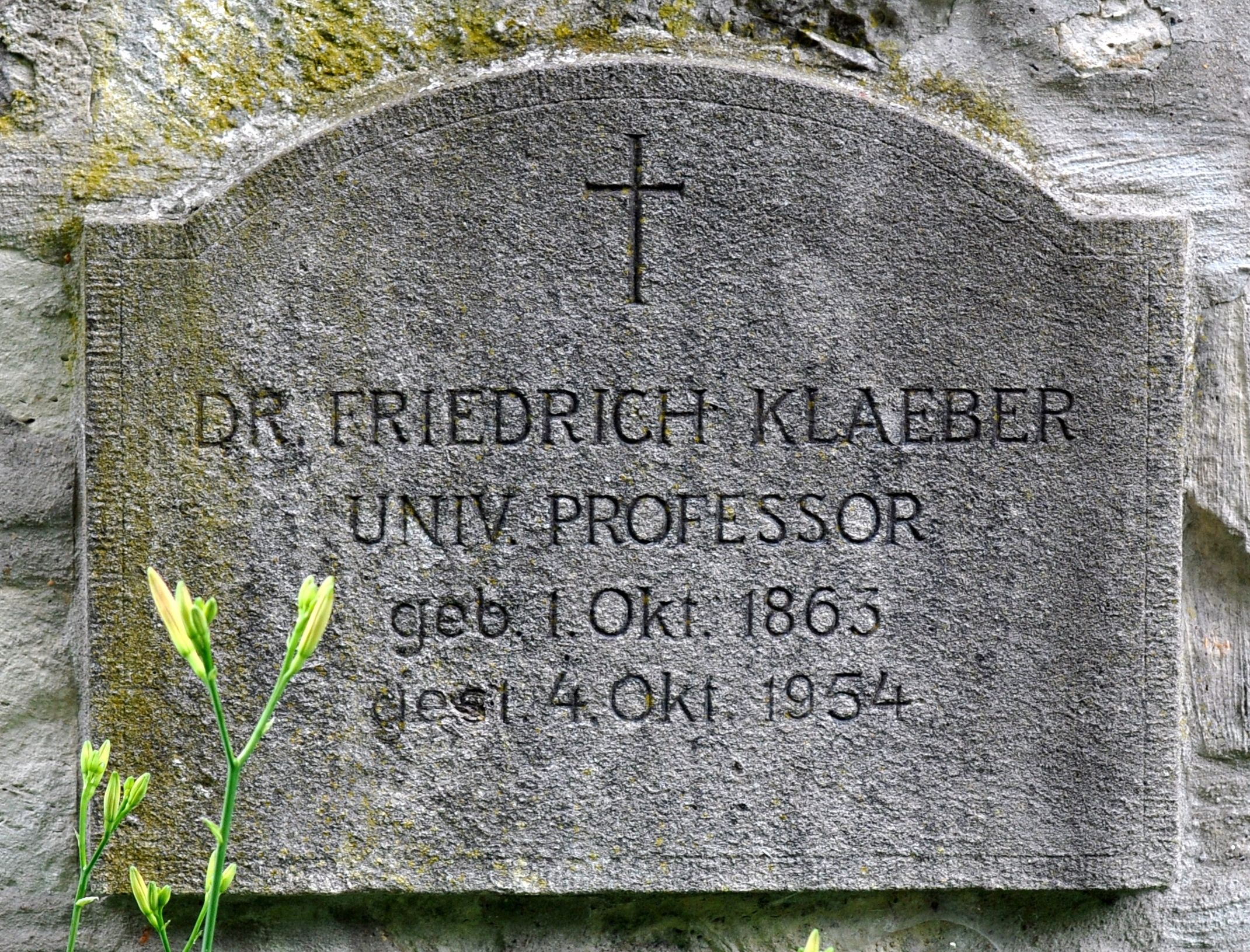
バート・ケーゼンにあるクレーバーの墓

クレーバーはプロイセン王国のベエッツェンドルフで、父ヘルマンと母ルイーゼの間に生まれた。1892年、ベルリン大学にて哲学の博士号を取得。
英語文献学のアシスタント・プロフェッサーとしてミネソタ大学に招聘される。1898年から1931年にかけて、英語と比較言語学の教授として勤めていた。1902年には Charlotte Wahn と結婚。
クレーバーは1931年にミネソタ大学の教授職を退いてベルリンへと帰ったが、Beowulf and the Fight at Finnsburg の執筆は継続し、1936年には第三版を数えることになった。第二次世界大戦ではベルリンの彼の邸宅は破壊され、蔵書や記事やメモも失われてしまった。クレーバーは妻と共にバート・ケーゼンにある彼女の家へと非難し、後の1950年に Beowulf and the Fight at Finnsburg 第三版に対する第二の補遺として出版することになる原稿の執筆を続けた。この期間、彼は既に書斎を失っており、またソ連占領地域であったバート・ケーゼンでは紙の入手にも事欠いたため、研究のためアメリカの同僚や友人から大いに支援を受けた。晩年、クレーバーは貧困に苦しみ、不全麻痺を呈して寝たきりになっていたが、研究への情熱が途絶えることはなかった。1954年死去。

## Beowulf and the Fight at Finnsburg
クレーバーはギリシア語、ラテン語、フランス語、ドイツ語、古英語、中英語、現代英語といった数多くの言語を流暢に操ったため、1893年にはミネソタ大学から『ベーオウルフ』を現代英語に翻訳しないかと打診された。30年かけてクレーバーはこのプロジェクトに取り組み、1922年にはついに Beowulf and the Fight at Finnsburg の初版が出版された。彼は『ベーオウルフ』から引喩されるある出来事に関する別の詩、『フィンネスブルグの争い』の現存する全ての箇所をこの書に含めた。
1928年には第二版を、1936年には第三版を出版。
この第三版は1941年に一度目の、1950年には二度目の増補が行われた。全ての版は『ベーオウルフ』に関する幅広い種々の論題について議論する充実した導入部分と、テキストの細かな見地についての包括的注釈、広範囲に及ぶ用語集などを提供している。
長年の間、『ベーオウルフ』研究においてクレーバーは第一人者の一人に数えられ、彼の大著である Beowulf and the Fight at Finnsburg は大変重要で、この叙事詩を研究する学者や学生に大きな影響力を与えるものとなった。ジョセフィーン・ブルームフィールドによれば、「様々な『ベーオウルフ』の版の中で、クレーバーの版は最重要であり続ける。この不滅のプロジェクトは1893年に開始され、1922年に出版、1950年まで改版と増補を繰り返した。クレーバーの版は『ベーオウルフ』を研究する大学院生や、この詩の翻訳の下敷きを必要とする学者と教師にとって中心的な資料の地位を保ち続けている」。
彼の死後の2008年には、R・D・フルク、ロバート・E・ビョルク、ジョン・D・ナイルズから成る編集チームが手掛けた Beowulf and the Fight at Finnsburg の新しい版、「第四版」が出版された。「第四版」はクレーバーの第三版の構成やテキストの多くはそのままに、クレーバーの最終稿が書かれた1950年以降の『ベーオウルフ』研究の成果を反映するために充実した変更が加えられている。

## 代表的著作
- 1903: „Notes on Old English Prose Text", in: Modern Language Notes; 18.8; pp. 241–247
- 1912: „Die christlichen Elemente im Beowulf", in: Anglia; 35; pp. 111–136 (ドイツ語)
- 1929: Studies in English Philology: a miscellany in honor of Frederick Klaeber. Ed. Kemp Malone and Martin B. Ruud. Minneapolis: University of Minnesota Press ("A bibliography of the works of Frederick Klaeber"を含む [by] Stefán Einarsson, pp. 477–85)